# Leprodera verrucosa
Leprodera verrucosa là một loài bọ cánh cứng trong họ Cerambycidae.